# Marcel Duchamp
Marcel Duchamp, född 28 juli 1887 i Blainville-Crevon i Seine-Maritime i Frankrike, död 2 oktober 1968 i Neuilly-sur-Seine, var en fransk målare, tecknare, grafiker och skulptör.

## Biografi

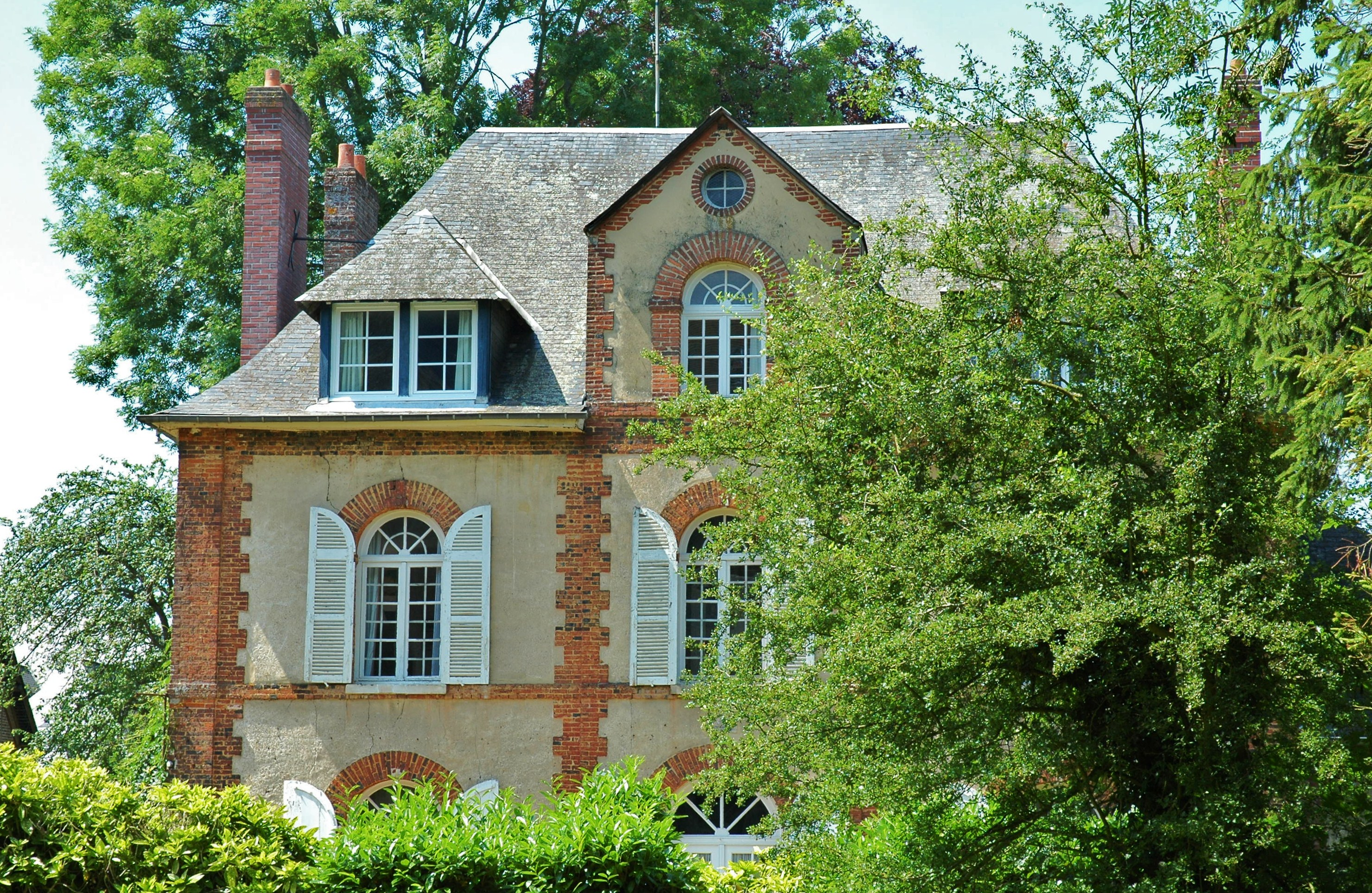
Marcel Duchamps barndomshem nära Blainville

### Uppväxt och familj
Marcel Duchamp växte upp i Blainville. Morfadern hade varit skeppsmäklare och bildkonstnär och även modern tecknade. Fadern var en förmögen notarie som senare blev stadens borgmästare. Han var bror till konstnärerna Jacques Villon, Raymond Duchamp-Villon och Suzanne Duchamp-Crotti. Han var gift med Lydie Sarazin-Levassor 1927-28 och från 1954 med Alexina Sattler.

### Tidig konst, måleri
Efter studentexamen i Rouen flyttade Marcel Duchamp hösten 1904 till sin äldre bror Jacques våning i Montmartre i Paris. Han var först inskriven vid Académie Julian, men intresserade sig inte för studierna utan spelade biljard och tecknade karikatyrer. Duchamp mötte tidigt symbolismen och skall ha sagt att hans utgångspunkt var Odilon Redons konst. Runt år 1907 upptäckte han Henri Matisse.
Under 1911 sammanträffade Marcel med andra konstnärer hos Jacques Villon i Puteaux. Marcel Duchamps målningar 1911-12 influerades av kubismen och undersökte en kropps rörelse i rummet. Naken kvinna som går nedför en trappa Nr. 1 (1911) och Naken kvinna som går nerför en trappa, nr 2 (1912) hade liksom det samtida futuristiska måleriet inspirerats av fotografiet. Det var ett försök att skapa självständiga motsvarigheter till en människa i rörelse. Den andra versionen av Naken kvinna som går nedför en trappa ansågs futuristisk och ratades av kubisterna på Salon des Indépendants 1912, men blev ett av de mest ryktbara inslagen på Armory Show i New York 1913.

### Nyorientering
I oktober 1911 lärde Duchamp känna Francis Picabia som förde honom in i litteraturkretsar. De umgicks med Guillaume Apollinaire och såg i juni 1912 en teaterföreställning baserad på Raymond Roussels "Impressions d'Afrique". Roussels modernistiska poesi blev viktig för Duchamps fortsatta verk, exempelvis i användningen av homofoner och i strävan efter en mer intellektuell konst. Han sade sig vara trött att höra "Bête comme un peintre" ("Dum som en målare"). Vid ett besök i München tros han ha läst Vasilij Kandinskijs "Om det andliga i konsten" med dess kritiska analys av växelverkan mellan konstmålaren och marknaden. Nu började han formulera idéer till sitt huvudverk "det stora glaset".
Från slutet av 1912 till juni 1914 arbetade Duchamp som bibliotekarie i Paris. Han intresserade sig för matematik och modern fysik, läste Henri Poincaré och utvecklade en skeptisk/agnostisk syn. Under denna uppstod enstaka oljemålningar och teckningar, men även installationen "Trois Stoppages-Étalons" och tidiga readymades.

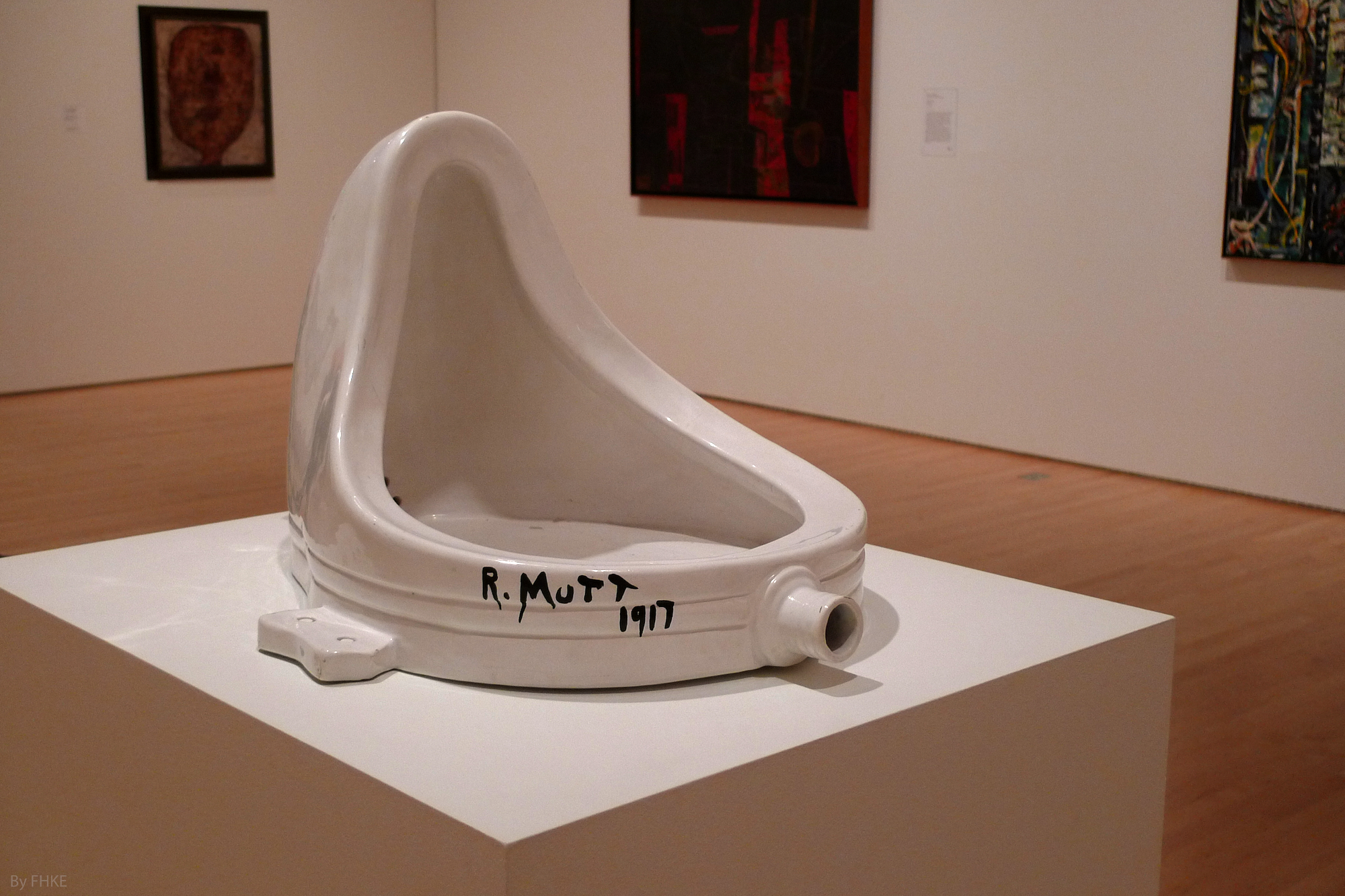
Replik av Fountain från 1917, San Francisco Museum of Modern Art

#### Readymades
Marcel Duchamp befriades av hälsoskäl från krigstjänst och flyttade år 1915 till USA, där han presenterade sina readymades, som Cykelhjulet (1913), Flasktorkaren (1914), Kam (1916) och Fountain (1917, även attribuerad till Elsa von Freytag-Loringhoven), vilka avspeglade den polemiska inställning till traditionell konst som utmärkte dadaismen. Hans readymades öppnade en ny frihet för 1900-talskonsten. Tillsammans med Picabia tog han initiativ till dadarörelsen i New York.
Runt 1920 blev hans readymades mer komplicerade och assemblageartade. Why not Sneeze, Rose Sélavy? består av en fågelbur, en termometer, ett bläckfiskben och 152 små marmorkuber. Ibland engagerade han även hantverkare.

#### Det stora glaset
Under åren 1915-1923 arbetade Marcel Duchamp med sitt centrala verk Bruden avklädd av sina ungkarlar, till och med, även kallat Det stora glaset, som innehöll motiv och idéer från tidigare år. Han övergav verket som "permanent oavslutat" 1923. År 1926 visades verket på en utställning, skadades under en transport, men reparerades av Duchamp 1936. Då hade han också givit ut "The Green Box" (1934), en samling lösa anteckningar i faksimil rörande Det stora glasets idévärld.

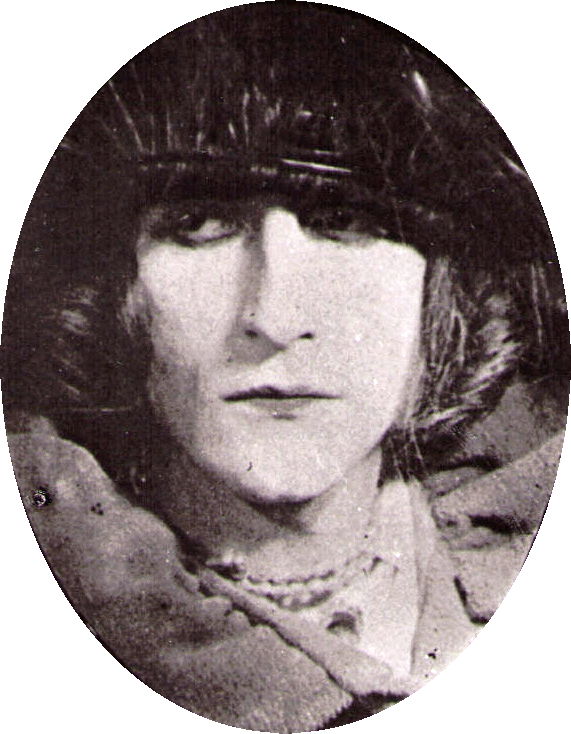
Duchamp som Rrose Sélavy.
Foto: Man Ray

### Androgynitet
Marcel Duchamp hade redan runt 1910 målat androgyna gestalter. I USA lärde han känna den öppet lesbiska Gertrude Steins experimentella litteratur. År 1920 uppfinner han sitt kvinnliga alter ego Rrose Sélavy, som ofta förekommer i hans senare verk.

### Kinetisk konst
Även temat rörelse återupptogs efter första världskriget: Marcel Duchamp gjorde maskiner med motor som drev roterande skivor och studerade hur rörelse inverkade på varseblivningen.

### De senare åren
Åren 1928 och 1947 ställde han ut med surrealisterna. Han medverkade även i André Bretons antologi om svart humor, Anthologie de l'humour noir ((1940), med en serie fraser bearbetade på ett lekfullt sätt. Parallellt tränade han schack. Han bodde omväxlande i USA, Europa och Argentina, deltog i internationella turneringar och gav 1932 ut en bok om slutspelsteori.

#### Étant donnés
Mellan 1946 och 1966, när han ansågs ha upphört med konst och endast tycktes intresserad av schack, skapade han i hemlighet Étant Donnés: 1. La Chute d'eau/2. Le Gaz d'éclairage, ett diorama som enligt Duchamps planer visades först efter hans död. Verket monterades permanent i anslutning till den stora samlingen av Duchamp-konst på Philadelphia Museum of Art och kan endast betraktas genom två kikhål i en gammal spansk trädörr, inmurad i museiväggen i ett speciellt rum. Den uppenbarade bilden består av en realistisk återgivning av en naken kvinna liggande på rygg på en bädd av kvistar, mot en bakgrund av ett solbelyst landskap med ett vattenfall och en blå molnbeströdd himmel. I handen håller kvinnan en gaslykta av gammal modell. Verket har ett uppenbart samband med Bruden avklädd av sina ungkarlar, till och med och är ett av de mest hemlighetsfulla och förbryllande konstverken från 1900-talet. Bilder av det fick inte spridas under 15 år.

## Representerad
Marcel Duchamp är representerad vid bland annat Museum of Modern Art, Moderna museet och British Museum, -Göteborgs konstmuseum, Metropolitan Museum, Museum Boijmans Van Beuningen, Auckland Art Gallery, Denver Art Museum, Cleveland Museum of Art, Nelson-Atkins Museum of Art, Whitney Museum of American Art, Art Institute of Chicago, Guggenheimmuseet, Philadelphia Museum of Art, San Francisco Museum of Modern Art, Minneapolis Institute of Art, Tate Modern, National Gallery of Art, Museo Reina Sofía, Musée National d'Art Moderne, Yale University Art Gallery och National Gallery of Canada

## Verk i urval
- Nu descendant un escalier No 2 ("Naken kvinna som går nerför en trappa Nr. 2"), 1912, oljemålning
- Cykelhjulet, 1913, readymade
- Trois stoppages-étalons, 1913-14, trälåda med föremål av garn, linnetyg, glas och trä
- Flasktorkaren, 1914, readymade
- Apolinère Enameled, 1916, oljemålning
- Fountain ("Fontän") 1917, readymade
- The Blind Man, tidskrift i två nummer av Marcel Duchamp, Henri-Pierre Roché och Beatrice Wood i New York 1917
- L.H.O.O.Q., 1919, readymade
- Fresh Widow, 1920, installation
- Why not Sneeze, Rose Sélavy?, 1921, readymade
- La mariée mise à nu par ses célibataires, même ("Bruden avklädd av sina ungkarlar, till och med"), eller "Det stora glaset" 1915-23, olja, lack, metallfolie, metalltråd och damm på glas
- Etant donnés, la chute d'eau et le gaz d'éclairage, 1946-66, Installation

## Inflytande
Duchamps verk har haft stort inflytande på konsten efter 1950, kanske tydligast på amerikanska popkonstnärer som Robert Rauschenberg, Jasper Johns och Andy Warhol, men även på minimalism, opkonst, kinetisk konst och konceptkonst. Han ses även som föregångare till postmodernismen. Inom senare konst syns influenser exempelvis hos Ai Weiwei och Dan Wolgers.
Ulf Linde skrev flera texter om Duchamp. År 1961 gjorde han och medarbetare till honom den första repliken av Det stora glaset. Det signerades av Duchamp 1961 och finns på Moderna Museet, tillsammans med en replik av Fountain och andra repliker och original av Duchamp. Ulf Linde skrev om Duchamp för första gången i boken Spejare (1960), samt i katalogen till en Duchamp-utställning på Galerie Burén 1963. Lindes bok Marcel Duchamp (Rabén & Sjögren, 1986), är en personlig studie av "Det stora glaset".